# Apostolisches Feldvikariat
Das Apostolische Feldvikariat war von 1773 bis 1918 die oberste katholische militärgeistliche Behörde in der k.u.k. Militärseelsorge der Streitkräfte des Habsburgerreiches und unterstand dem Apostolischem Feldvikar. 
Bereits 1720 hatte Papst Clemens XI. die kaiserliche Armee ausschließlich unter die geistliche Jurisdiktion des Großkaplans (capellanus maior castrensis) – als delegiertem Apostolischen Feldvikar – gestellt. 1773 wurde von Kaiserin Maria Theresia ein eigenes Apostolisches Feldvikariat errichtet, das von Johann Heinrich von Kerens, Bischof von Wiener Neustadt, geleitet wurde. Nach Aufhebung des Bistums Wiener Neustadt wurde 1785 das neu errichtete Bistum St. Pölten Amtssitz der Apostolischen Feldvikare und Kerens erster Bischof von St. Pölten. 1826 wurde der Sitz des Apostolischen Feldvikariates nach Wien verlegt und die Bindung zum Bistum St. Pölten aufgehoben.
Nach Zerfall Österreich-Ungarns wurde Feldkonsistorialsekretär Ferdinand Stanislaus Pawlikowski mit der Liquidierung des Apostolischen Feldvikariates beauftragt. Die katholische Militärseelsorge in den Streitkräften der 1. Republik war anfänglich als Heeresprobstei und ab 1921 in Form des Militärvikariates unter Leitung Pawlikowskis organisiert.

## Rezeption
- Feldkurat Katz